# Dipsas bucephala
Dipsas bucephala là một loài rắn trong họ Rắn nước. Loài này được Shaw mô tả khoa học đầu tiên năm 1802.